# Michel Gasse
Pour les articles homonymes, voir Gasse.
 (février 2014).
Si vous disposez d'ouvrages ou d'articles de référence ou si vous connaissez des sites web de qualité traitant du thème abordé ici, merci de compléter l'article en donnant les références utiles à sa vérifiabilité et en les liant à la section « Notes et références ».
Michel Gasse, né le 8 avril 1943 à Cap Matifou (Algérie française) et mort le 3 janvier 2012 à Gentilly (Val-de-Marne), est un généalogiste français, auteur de nombreux ouvrages de généalogie, et initiateur de nombreux sites sur minitel avant l'avènement d'Internet.

## Biographie
Michel René Francis Gasse est né le 8 avril 1943 en Algérie à Cap Matifou d'un père tahitien, François Christian Elie Tématiti Gasse, et d'une mère américaine, Jacqueline Benjamine Walker.
Il meurt le 3 janvier 2012 à Gentilly dans le Val-de-Marne.

## Ouvrages
- Dictionnaire-Guide de généalogie, Éditions Jean-Paul Gisserot,  (ISBN 978-2877474139)
- Comment dresser son arbre généalogique, Éditions généalogiques de la Voûte
- Guide de recherche généalogique aux Archives Nationales
- Guide de recherche généalogique dans les Dom-Tom, Éditions généalogiques de la Voûte, 2005,  (ISBN 2-84766-014-3)
- Les Gaîtés de l'annuaire, Éditions généalogiques de la Voûte
- Faire sa généalogie, Éditions Jean-Paul Gisserot, 2000, 63 p.,  (ISBN 2-87747-493-3)
- La rue Boissonade – Paris, Éditions généalogiques de la Voûte, coll. « Rue de Paris », 2007. 346 p., 21 x 14 cm.,  (ISBN 2-84766-364-9).
- Tahiti 1914 - Le vent de guerre - Lardy, Éditions À la frontière, 2009, 352 p., 16 x 22 cm.,  (ISBN 978-2-918665-00-7).